# Председнички избори у САД 1788/89.
Председнички избори у САД 1788/89. су били први председнички избори у историји САД-а. Трајали су од понедељка, 15. децембра 1788, до суботе 10. јануара 1789. под оквиром новог Устава САД који је ратификован 1788. године. Џорџ Вашингтон је једногласно изабран за првог председника САД, а Џон Адамс је постао први Потпредседник САД-а. Ово су били једини председнички избори који су били смештени у две календарске године (1788 и 1789).